# Дерліс Гонсалес
Дерліс Альберто Гонсалес Галеано (ісп.. Derlis Alberto González Galeano, нар. 20 березня 1994, Маріано-Роке-Алонсо, Парагвай) — парагвайський футболіст, нападник клубу «Олімпія» з Асунсьйона і збірної Парагваю.

## Клубна кар'єра

### Рубіо Нью
Гонсалес народився 20 березня 1994 року в містечку Маріано-Роке-Алонсо, Парагвай. Свою молодіжну кар'єру розпочав у парагвайській команді «Рубіо Нью» у 2008 році. 9 грудня 2009 року у віці п'ятнадцяти років вперше вийшов на поле у футболці «Рубіо Нью» у грі проти команди «Імені 12 жовтня» з міста Ітаугуа, тим самим ставши наймолодшим гравцем команди. Всього у своїй першій команді провів 50 ігор та вісім разів відзначився у воротах суперника. У 2012 молодим гравцем зацікавилася португальська «Бенфіка».

### Бенфіка
Трішки згодом Гонсалес та його партнер по команді Клаудіо Корреа приєдналися до лісабонської команди. 
12 лютого 2013 було повідомлено, що Гонсалес проведе кілька ігор до грудня того ж року в парагвайській команді «Гуарані» з міста Асунсьйон на правах оренди. Це було спричинено сімейними обставинами, оскільки у нього був маленький син. 24 травня 2013 іспанська газета Marca пророкувала Гонсалесу зіркове майбутнє, оскільки Анхель Ді Марія перейшов до мадридського «Реалу» і у молодого парагвайця могла з'явитися змога закріпитися в основному складі.
Однак у січні 2014 року Дерліс знову приєднався до іншої команди за умов оренди, цього разу «Олімпії» з Асунсьйону. За свою тимчасову команду він провів десять ігор і п'ять разів відзначився у воротах суперника.

### Базель
20 травня 2014 Гонсалес уклав угоду зі швейцарською командою «ФК Базель» на п'ять років (до 30 червня 2019). 19 липня 2014 він уперше вийшов на поле у складі РотБлау в переможному матчі проти «Арау», який закінчився з рахунком 2-1. Через 42 дні (себто 31 серпня 2014) він уперше відзначився голом у ворота суперника в чемпіонаті Швейцарії проти «Янг Бойз».
16 вересня 2014 року Дерліс уперше у своїй кар'єрі вразив ворота суперника в рамках Ліги чемпіонів. Це сталося у матчі проти мадридського «Реала», який закінчився впевненою перемогою «вершкових». 4 листопада того ж року він вдруге загнав м'яча в матчі проти «Лудогорця». Третій м'яч парагвайця допоміг «Базелю» втримати нічийний рахунок з «Порту».

### «Динамо»
28 липня 2015-го року стало відомо, що талановитого нападника підписало київське «Динамо».
30 липня 2015  уклав  угоду з [Архівовано 1 серпня 2015 у Wayback Machine.] ФК "Динамо" Київ  терміном на 5 років. 4 жовтня 2015 року забив свій перший гол за київську команду у грі з полтавською «Ворсклою».
Гравець «Динамо» став найкращим гравцем рідної країни в 2015 році. 17 парагвайських журналістів і портал abc.com.py визнали його найкращим гравцем країни в 2015 році. В голосуванні Гонсалес обійшов Сантьяго Сальседо («Лібертад») і Даріо Лескано («Люцерн»)..
31 липня 2018 року перейшов на правах оренди на два роки у бразильський «Сантус» з правом подальшого викупу за 10 млн. євро, а в зворотньому напрямку на цих же умовах відправився Вітор Буено.

## Досягнення

### Клубні
Базель
- Переможець швейцарської Суперліги (1): 2014-15

 Динамо
- Переможець чемпіонату України (1): 2015-16
- Володар Суперкубка України (2): 2016, 2018

 Олімпія
- Чемпіон Парагваю (2): 2020 К, 2022 К
- Володар Кубка Парагваю (1): 2021
- Володар Суперкубка Парагваю (1): 2021

### Збірні
- Чемпіон Південної Америки (U-15): 2009

### Індивідуальні
- Найкращий футболіст Парагваю: 2015